# Autopsia virtuale
Autopsia virtuale (Port Mortuary) è un romanzo della scrittrice statunitense Patricia Cornwell pubblicato nel 2010.

## Trama
Kay Scarpetta si è trasferita a Boston dove è a capo di un modernissimo centro di medicina forense (CFC), con lei Pete Marino (poliziotto solido e di vecchio stampo), la nipote Lucy Farinelli (brillante informatica ribelle e ricchissima) ed il marito Benton Wesley (ex profiler FBI).
Nella sua nuova sede di lavoro Kay praticamente non c'è mai, richiamata per sei mesi nell'Aeronautica militare sta seguendo corsi di aggiornamento di autopsia virtuale nel duro "Port Mortuary", il centro di smistamento dei cadaveri di militari statunitensi.
L'inspiegabile ritrovamento di un cadavere del centro di medicina di Boston richiede però l'immediato ritorno di Kay, sembra infatti che l'uomo fosse ancora vivo al momento della chiusura in una delle celle frigorifere.

## Tecnica narrativa
Dopo molti anni di narrazione in terza persona, la voce narrante torna ad essere quella della protagonista; la trama è spezzettata per rendere più alta la tensione narrativa.

## Edizioni in italiano
- Patricia Daniels Cornwell, Autopsia virtuale, traduzione di Annamaria Biavasco e Valentina Guani, Onnibus Mondadori, Milano 2011 ISBN 978-88-04-61137-0
- Patricia Daniels Cornwell, Autopsia virtuale, Mondolibri, Milano 2012
- Patricia Daniels Cornwell, Autopsia virtuale, traduzione di Annamaria Biavasco e Valentina Guani, Collana I numeri primi Mondadori, Milano 2012 ISBN 978-88-6621-029-0
- Patricia Daniels Cornwell, Autopsia virtuale, traduzione di Annamaria Biavasco e Valentina Guani, Oscar Mondadori, Milano 2015 ISBN 978-88-04-64565-8